# Bonete
Bonete é um município da Espanha na província de Albacete, comunidade autónoma de Castilla-La Mancha, de área 125,06 km² com população de 1270 habitantes (2007) e densidade populacional de 10,16 hab./km².

## Demografia
| Variação demográfica do município entre 1991 e 2004 | Variação demográfica do município entre 1991 e 2004 | Variação demográfica do município entre 1991 e 2004 | Variação demográfica do município entre 1991 e 2004 |
| --------------------------------------------------- | --------------------------------------------------- | --------------------------------------------------- | --------------------------------------------------- |
| 1991                                                | 1996                                                | 2001                                                | 2004                                                |
| 1301                                                | 1245                                                | 1197                                                | 1242                                                |